# Brawn BGP 001
Brawn BGP 001 первый и единственный болид команды Brawn GP в Формуле-1. Принимал участие в сезоне 2009 Формулы-1. На нём Дженсон Баттон стал Чемпионом мира Формулы-1, а команда выиграла Кубок конструкторов.

## Тесты
Несмотря на уход Honda Racing из чемпионата Формулы-1, разработка машины для сезона 2009, получившей индекс BGP 001, не останавливалась и болид был представлен публике 6 марта 2009 года в белой, флуоресцентной жёлтой и чёрной раскраске в Сильверстоуне под управлением Дженсона Баттона.
Команда провела первые тесты BGP 001 на трассе Каталунья в Барселоне 9 марта 2009, закончив день с четвёртым временем. На второй день Рубенс Баррикелло проехал 111 кругов и закончил день на третьем месте. Тесты продолжил Дженсон Баттон, установив быстрейшее время на третий день, на секунду обогнав Фелипе Массу из Ferrari, проехал 130 кругов.
Фелипе Масса заявил что, BGP 001 самый быстрый болид на данный момент, и что Ferrari не опередит BrawnGP даже с квалификационными настройками. В четвёртый и последний день тестов, Баррикелло превзошёл время своего напарника Дженсона Баттона и установил разрыв в 0,848 секунды между ним и показавшим второе время Нико Росбергом из Williams, проехав 110 кругов.
Команда продолжила тесты уже на трассе Херес 15 марта 2009 для финальной трёхдневной сессии перед стартом сезона 2009 Формулы-1 на трассе Альберт Парк 29 марта 2009 года.

## Сезон 2009 года

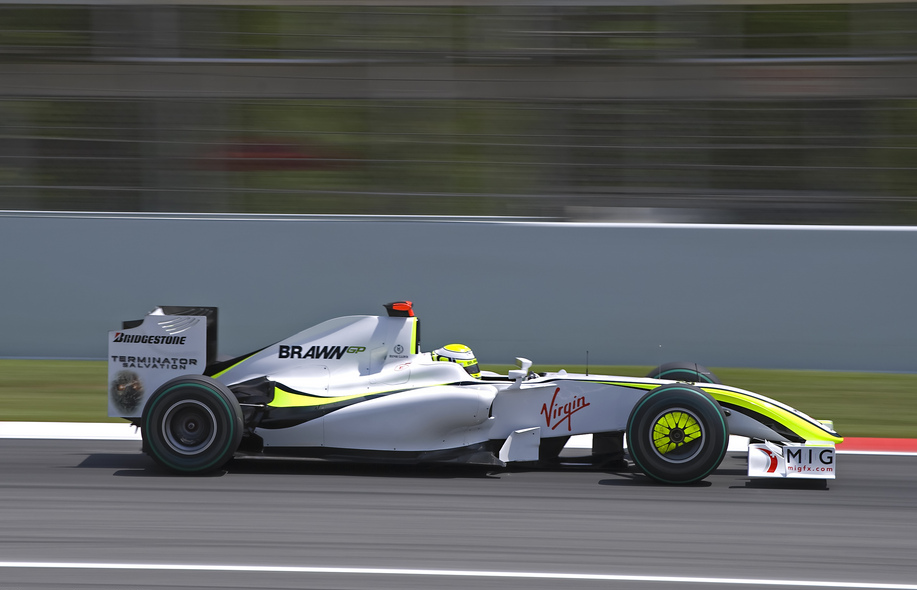
BGP 001 Дженсона Баттона на Гран-при Испании 2009 года

В начале сезона Дженсон Баттон одержал 6 побед в первых 7 гонках, команда уверенно лидировала в Кубке конструкторов. Несмотря на то что соперники из Red Bull и McLaren сильно прибавили во второй половине года, этого запаса хватило для победы в обоих зачётах Чемпионата мира.
На церемонии вручения «Autosport Awards» BGP001 был удостоен звания «Гоночный автомобиль года 2009».
По окончании сезона-2009 новоиспечённый Чемпион мира Дженсон Баттон перешёл в McLaren, а его партнёр по команде Рубенс Баррикелло — в Williams.
16 ноября концерн Daimler AG заявил о покупке команды Brawn GP и переименовании команды в Mercedes GP.

## Спонсоры
Основные спонсоры — Virgin Group, Henri Lloyd, M I G Investments, Ray Ban. На Гран-при Испании был заключён контракт с Sony Pictures Entertainment, о рекламе фильма Терминатор: Да придёт спаситель, контракт был заключён лишь на это Гран-при. На Гран-при Сингапура был заключён контракт с Canon, на Гран-при Бразилии с Itaipava, а на Гран-при Абу-Даби с Qatar Telecom.

## Результаты выступлений в Формуле-1
| Легенда к таблице |                                                                    |
| --- | ------------------------------------------------------------------ |
| В таблице перечислены результаты всех Гран-при Формулы-1, в которых использовался автомобиль. Строками таблицы являются сезоны, столбцами — этапы чемпионата мира. В каждой клетке указаны сокращённое название этапа и результат, дополнительно обозначенный цветом. Расшифровка обозначений и цветов представлена в нижеследующей таблице. |                                                                    |
| \| Пример \| Описание \| \| ------------ \| ------------------------------------------------------------------ \| \| 1 \| Победитель \| \| 2 \| Второе место \| \| 3 \| Третье место \| \| 5 \| Финишировал, заработав очки \| \| Сход \| Не финишировал, но при этом заработал очки \| \| 12 \| Финишировал, не получив очков \| \| НКЛ \| Финишировал, но не попал в финальную классификацию \| \| 15 \| Участвовал вне зачёта, либо по отдельной классификации \| \| 18 \| Не финишировал, но попал в финальную классификацию \| \| Сход \| Не финишировал \| \| НКВ \| Не прошёл квалификацию \| \| НПКВ \| Не прошёл предквалификацию \| \| ДСК \| Дисквалифицирован \| \| ИСК \| Исключён из протокола соревнований \| \| ТТ \| Заявлен для участия только в тренировках \| \| НС \| Участвовал в квалификации, но не стартовал в гонке \| \| Т \| Травмирован или болен \| \| ОТК \| Отказ от участия \| \| НТР \| Прибыл на соревнования, но на трассу не выезжал \| \| НПР \| Был заявлен в числе участников, но не прибыл к началу соревнований \| \| О \| Соревнования отменены \| \| \| Не участвовал \| \| Поул-позиция \| \| \| Быстрый круг \| \| |                                                                    |
| Пример | Описание                                                           |
| 1 | Победитель                                                         |
| 2 | Второе место                                                       |
| 3 | Третье место                                                       |
| 5 | Финишировал, заработав очки                                        |
| Сход | Не финишировал, но при этом заработал очки                         |
| 12 | Финишировал, не получив очков                                      |
| НКЛ | Финишировал, но не попал в финальную классификацию                 |
| 15 | Участвовал вне зачёта, либо по отдельной классификации             |
| 18 | Не финишировал, но попал в финальную классификацию                 |
| Сход | Не финишировал                                                     |
| НКВ | Не прошёл квалификацию                                             |
| НПКВ | Не прошёл предквалификацию                                         |
| ДСК | Дисквалифицирован                                                  |
| ИСК | Исключён из протокола соревнований                                 |
| ТТ | Заявлен для участия только в тренировках                           |
| НС | Участвовал в квалификации, но не стартовал в гонке                 |
| Т | Травмирован или болен                                              |
| ОТК | Отказ от участия                                                   |
| НТР | Прибыл на соревнования, но на трассу не выезжал                    |
| НПР | Был заявлен в числе участников, но не прибыл к началу соревнований |
| О | Соревнования отменены                                              |
| | Не участвовал                                                      |
| Поул-позиция |                                                                    |
| Быстрый круг |                                                                    |

| Год  | Команда | Двигатель   | Шины | Пилоты     | 1   | 2     | 3   | 4   | 5   | 6   | 7    | 8   | 9   | 10  | 11  | 12   | 13  | 14  | 15  | 16  | 17  | Место | Очки |
| ---- | ------- | ----------- | ---- | ---------- | --- | ----- | --- | --- | --- | --- | ---- | --- | --- | --- | --- | ---- | --- | --- | --- | --- | --- | ----- | ---- |
| 2009 | Brawn   | Mercedes V8 | B    |            | АВС | МАЛ ‡ | КИТ | БАХ | ИСП | МОН | ТУР  | ВЕЛ | ГЕР | ВЕН | ЕВР | БЕЛ  | ИТА | СИН | ЯПО | БРА | АБУ | 1     | 172  |
| 2009 | Brawn   | Mercedes V8 | B    | Баттон     | 1   | 1     | 3   | 1   | 1   | 1   | 1    | 6   | 5   | 6   | 7   | Сход | 2   | 5   | 8   | 5   | 3   | 1     | 172  |
| 2009 | Brawn   | Mercedes V8 | B    | Баррикелло | 2   | 5     | 4   | 5   | 2   | 2   | Сход | 3   | 6   | 10  | 1   | 7    | 1   | 6   | 7   | 8   | 4   | 1     | 172  |

‡ Гонка была прервана из-за погодных условий, гонщики получили половину очков.